# Alberto Vojtěch Frič
Alberto Vojtěch Frič (Praga, 18 de setembro de 1882 – Praga, 4 de dezembro de 1944) foi um etnógrafo e botânico tcheco.

## Biografia
Filho de advogado, era apaixonada pela botânica e a biologia em sua infância, cursando, em sua cidade natal, a Escola Média de Praga. Logo em seguida entrou na Escola Técnica Superior, no curso de Engenharia Civil, porém, interrompeu os estudos para fazer a primeira viagem para América do Sul, aos 19 anos de idade. Em maio de 1901 atravessou o estado de São Paulo, descendo o Rio Tietê, até o Mato Grosso. Nesta viagem, manteve contato com índios Xavantes e em agosto deste mesmo ano retornou para Praga, levando consigo objetos indígenas, besouros, borboletas, sementes diversas, ovos de tartarugas, fumo, ágatas e muitas fotografias, que expos na maior loja de sua cidade nesta época: a U. Nováka. 
Em 1903 iniciou sua segunda viagem ao continente sul-americano e desta vez seguiu o Rio Paraná até Assunção e logo após percorreu o Rio Pilcomayo até território boliviano. Em suas andanças por estes territórios, manteve contato com várias tribos de índios, sobretudo com índios Toba-Pilaga, Karraima e Sittegraiky. Novamente em território brasileiro, encontrou tribos como os Angaité e Sanapaná ou os Kaduveo (no Mato Grosso) e também os Chamakoko-Tunhará. Nesta segunda viagem, recolheu uma rica coleção etnográfica, além de alargar seu conhecimento pelos indígenas sul-americanos e ao retornar ao velho continente, fez várias conferências e publicou trabalhos científicos em diversas revistas dos Estados Unidos e Europa.
Em setembro de 1906, Fric visitou o Paraná a convite de Dario Vellozo quando ambos conheceram-se em Buenos Aires no Congresso do Livre-Pensamento e Maçônico. Logo que chegou a Curitiba, seguiu para Antonina com a finalidade de estudar os sambaquis. Em seguida, percorreu o Rio Ivaí, entrando em terras catarinenses para conhecer os índios Kaingáng.
Será no XVI Congresso Internacional de Americanistas, realizado em Viena, 1908 que trará uma corajosa contribuição. Eu sua fala no Congresso, Alberto denuncia o extermínio das populações indígenas que aconteciam também no sul do Brasil. Falara sobre a escravização de mulheres e crianças, dos ataques dos bugreiros que eram grupos contratados principalmente pelas agências que tinham interesse em lotear as terras dos indígenas. Pediu para que o XVI Congresso, formado por cientistas que se dedicavam aos estudos dos povos indígenas, se manifestasse contra as atrocidades. Ocorreram debates. Os porta-vozes daquele congresso entenderam que, embora se dedicassem aos estudos das populações indígenas, a questão não era científica. Contudo, as discussões seguiram em outras vozes e contextos que englobariam para a fundação do Serviço de Proteção aos Índios (STAUFFER, 1960 p. 165-183).
Ainda retornou ao continente americano em 1910 para explorar terras argentinas e paraguaias, em 1923 no território mexicano, em 1926 e 1933 no Paraguai, Argentina e Bolívia
Seu vasto conhecimento proporcionou a confecção de inúmeros livros e contribuições para revistas científicas da Europa e da América. Entre suas obras, encontramos os livros: "O kaktech a jejich narkotických účincích", "Čerwuiš aneb Z Pacheka do Pacheka oklikou přes střední Evropu",  "Indiáni Jižní Ameriky (Sud-Amérindiens)", "Eine Pilcomayo Reise in den Chaco Central", "Contributions to the Study of the Bororo Indians", "Notes on the Mask-dances of the Chamacoco, Communicated by Paul Radin", entre outros.
Alberto Vojtěch Frič foi membro da Academia de Ciências de São Petersburgo e morreu no hospital Bulovka, em 4 de dezembro de 1944, em decorrência de uma infecção de tétano.